# Karen Aschotowitsch Grigorjan
Karen Aschotowitsch Grigorjan (russisch Карен Ашотович Григорян; * 7. September 1947 in Moskau; † 30. Oktober 1989 in Jerewan) war ein sowjetischer Schachspieler.
Karen Grigorjan gewann die Moskauer Meisterschaft in den Jahren 1975 und 1979. Die Meisterschaft der Armenischen Sozialistischen Sowjetrepublik konnte er 1970 für sich entscheiden, bei den Meisterschaften von 1969 und 1972 siegte er jeweils zusammen mit seinem Bruder Lewon Grigorjan. 1980 belegte er beim Turnier von Baku hinter dem späteren Weltmeister Garri Kasparow und Alexander Beliavsky einen geteilten dritten Platz. Die FIDE verlieh ihm 1982 den Titel Internationaler Meister. Seine höchste Elo-Zahl war 2500 im Jahr 1978.
Im Jahr 1989 nahm sich Karen Grigorjan das Leben, indem er von der höchsten Brücke Jerewans sprang.